# Броселианд

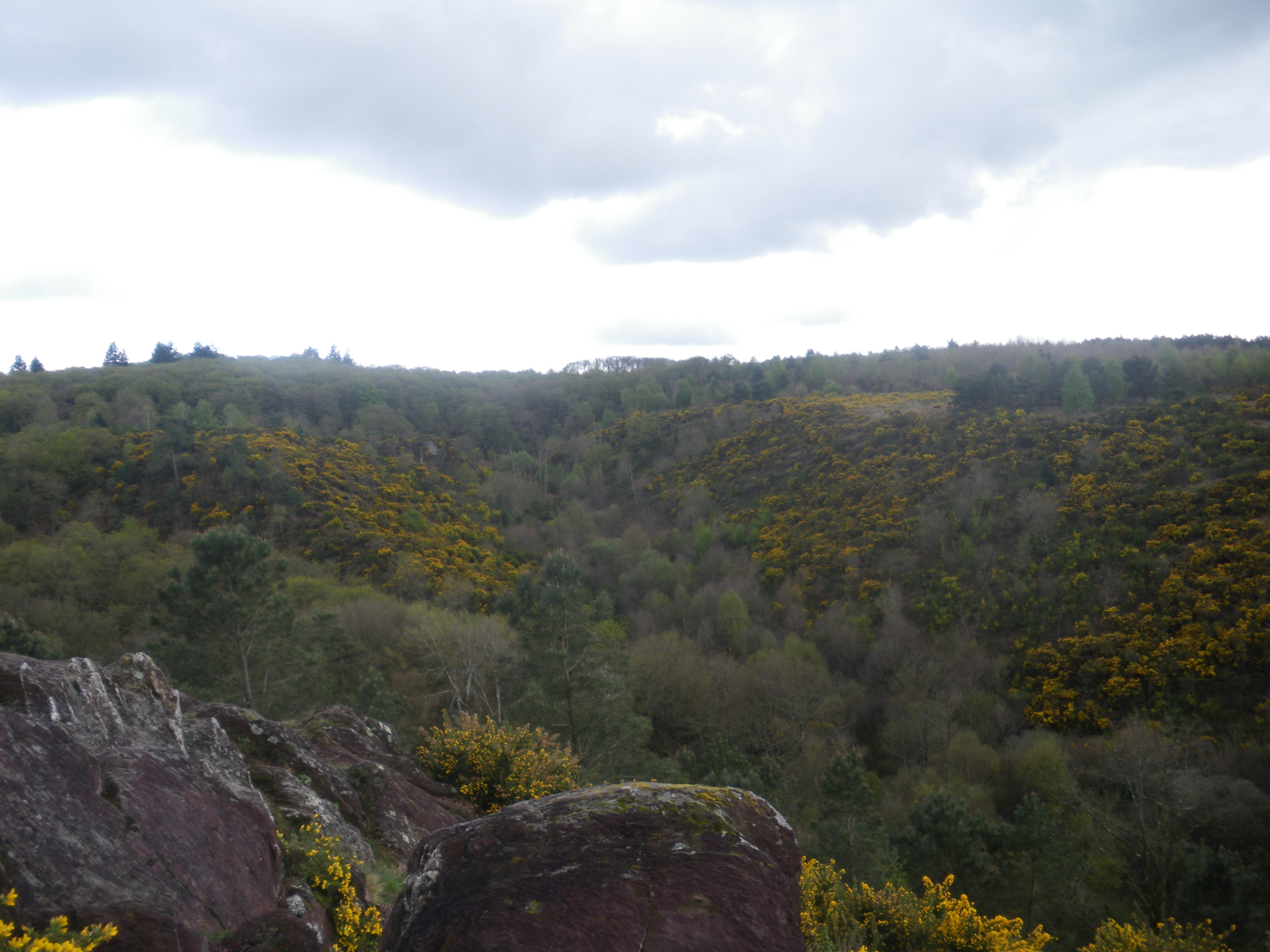
Долина без возврата в лесу Пемпон

Броселиа́нд (фр. Brocéliande, брет. Brekilien) — сказочный лес, прототипом которого стал самый большой лесной массив Бретани — Пемпонский лес (фр.), принадлежащий французской коммуне Пемпон (фр.) в 30 км от города Ренн. Броселианд известен в первую очередь как место действий средневековых легенд о короле Артуре, в том числе романа Кретьена де Труа «Ивэйн, или Рыцарь со львом».
В Броселианде находятся:
- потайной мост, на котором Нимуэ призналась волшебнику Мерлину в любви и растворилась в облаках
- Долина без возврата, куда фея Моргана ссылала всех неверных рыцарей, и лишь Ланселот смог разрушить чары
- Золотое дерево — каштан, покрашенный золотой краской и окружённый пятью чёрными деревьями
- озеро Компер, где Вивьен воспитала Ланселота в подводном замке
- Зеркало фей — озеро, в котором феи стирали бельё
- Источник молодости

Также многие мегалиты в лесу связаны с легендами о короле Артуре:
- Могила Мерлина, где собираются фанаты легенд о рыцарях Круглого стола
- Сад монахов
- Дом Вивьен
- Могила гигантов

Прочие достопримечательности:
- дуб Гильотэн — пустое дерево, в которое помещаются до 10 человек
- церковь Треорентек, сочетающая христианскую символику с элементами артурианы

## Галерея

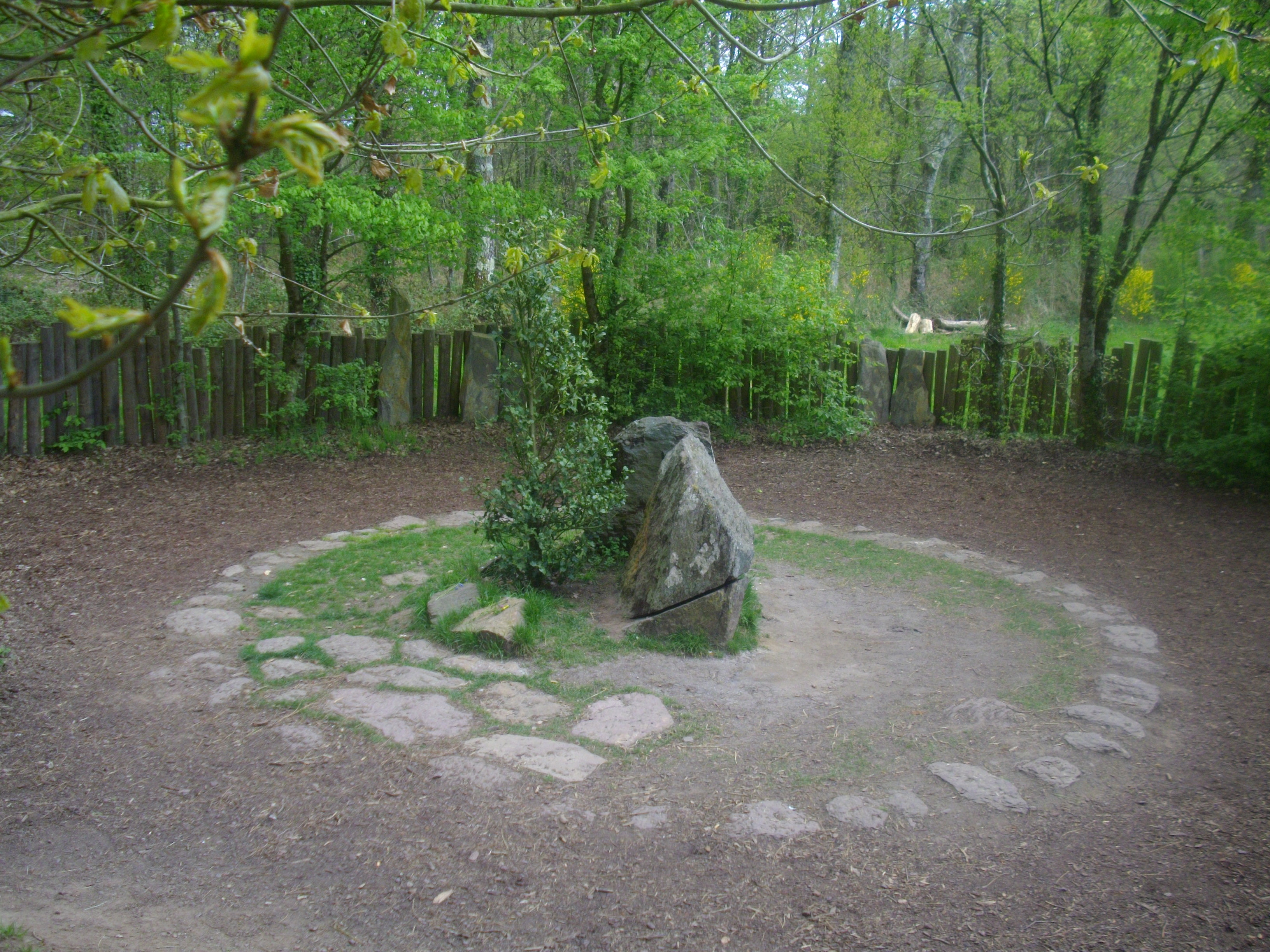
Могила Мерлина
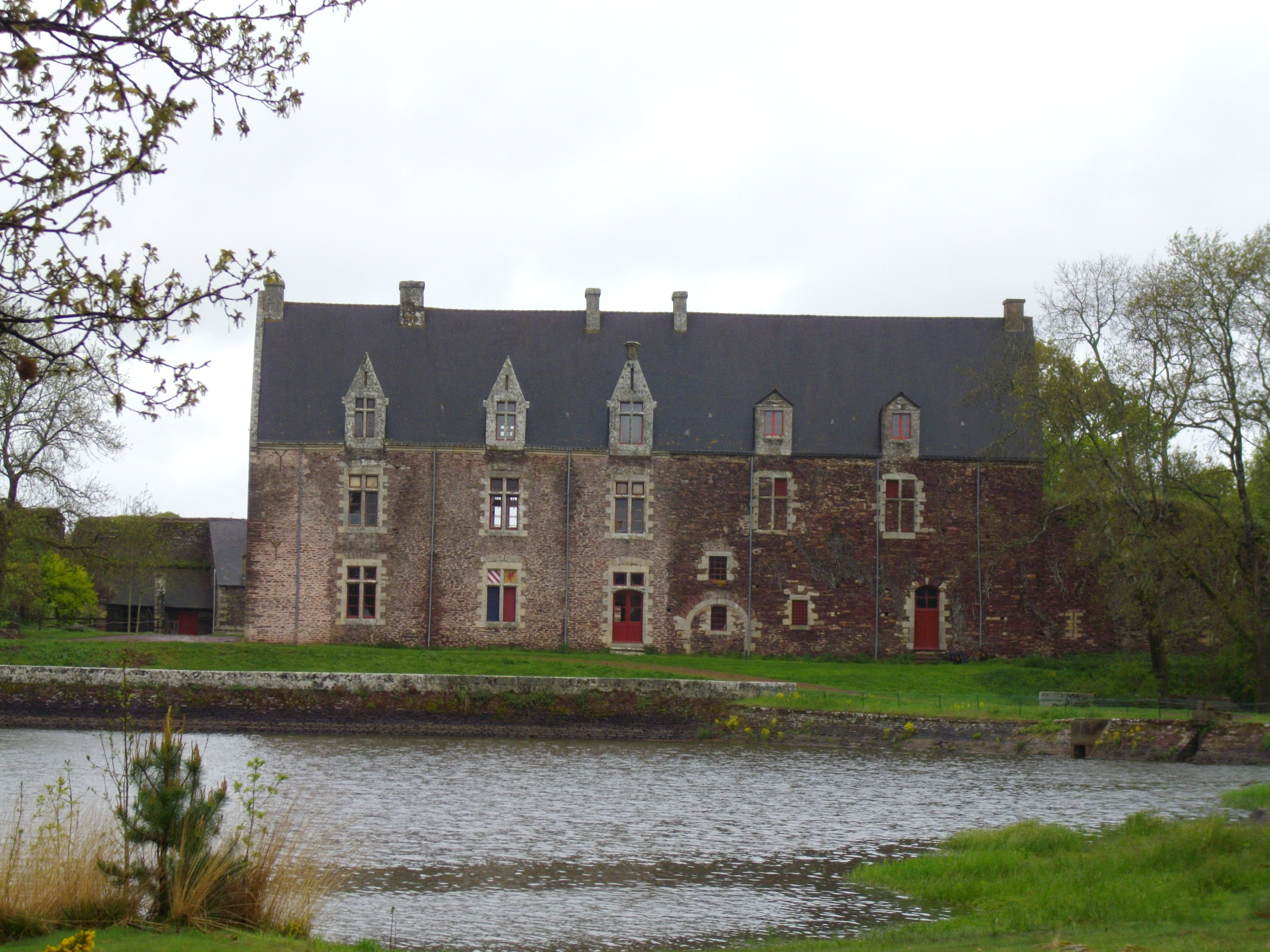
Замок и озеро Компер
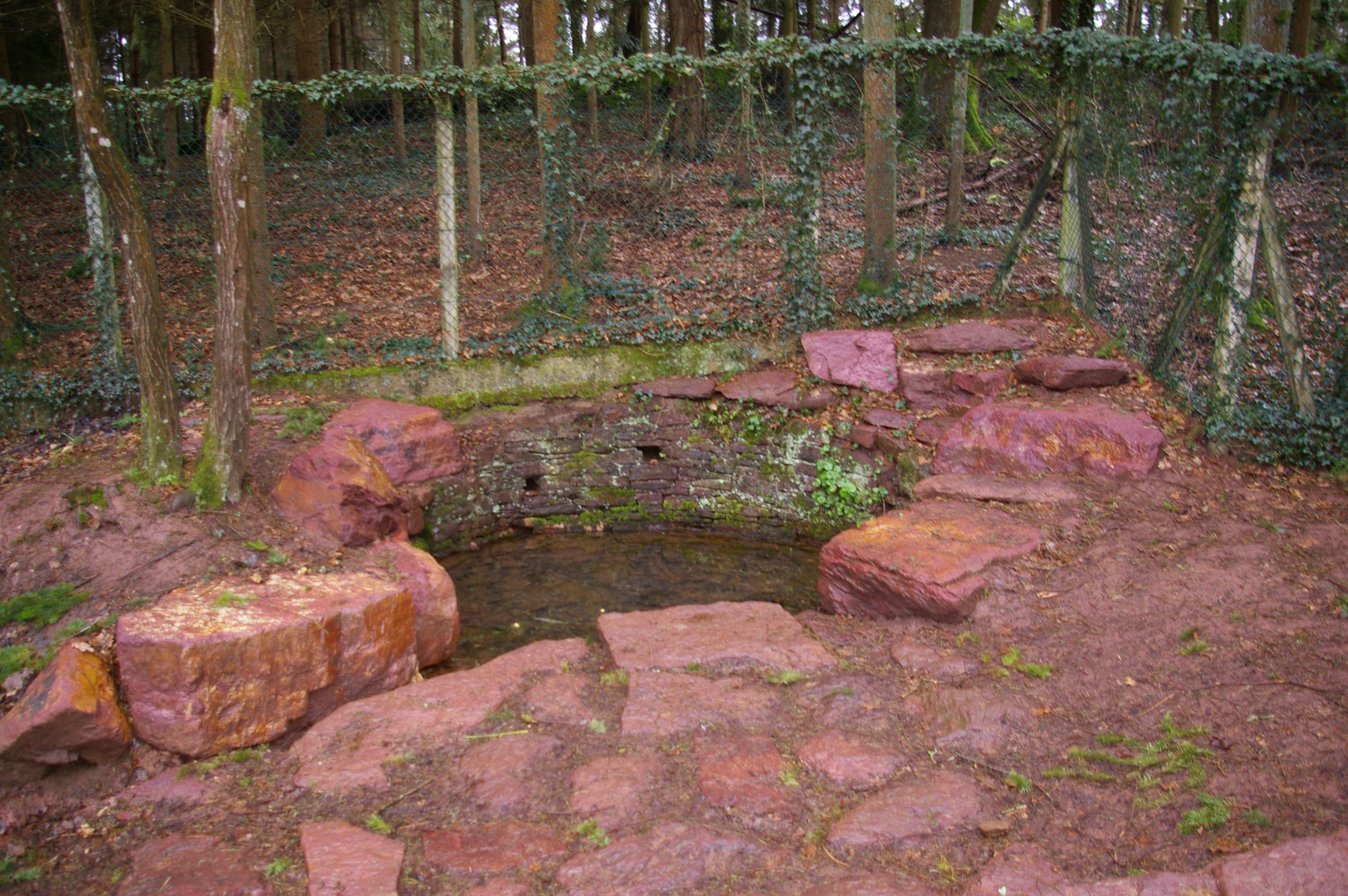
Источник молодости
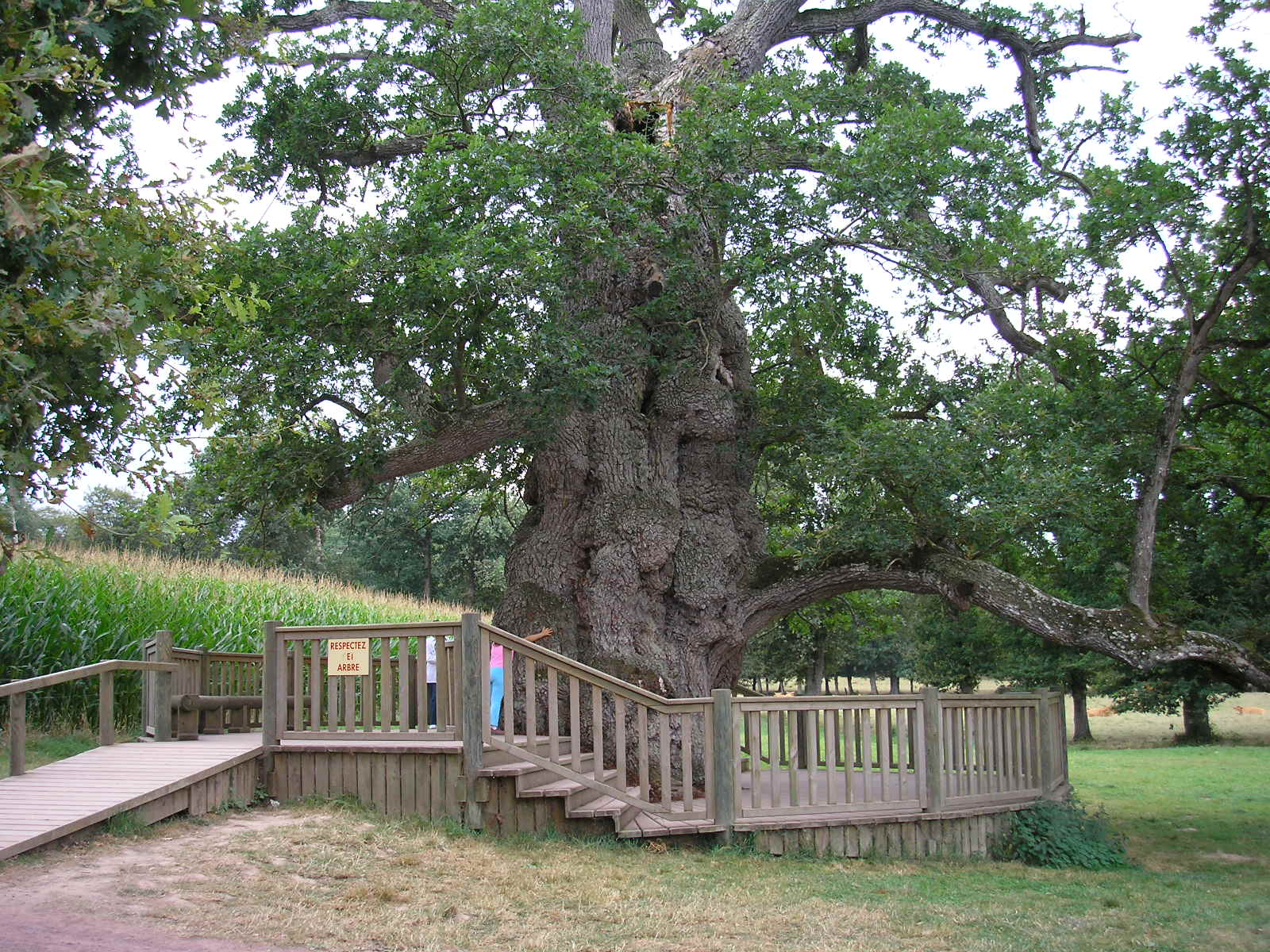
Дуб Гильотэн
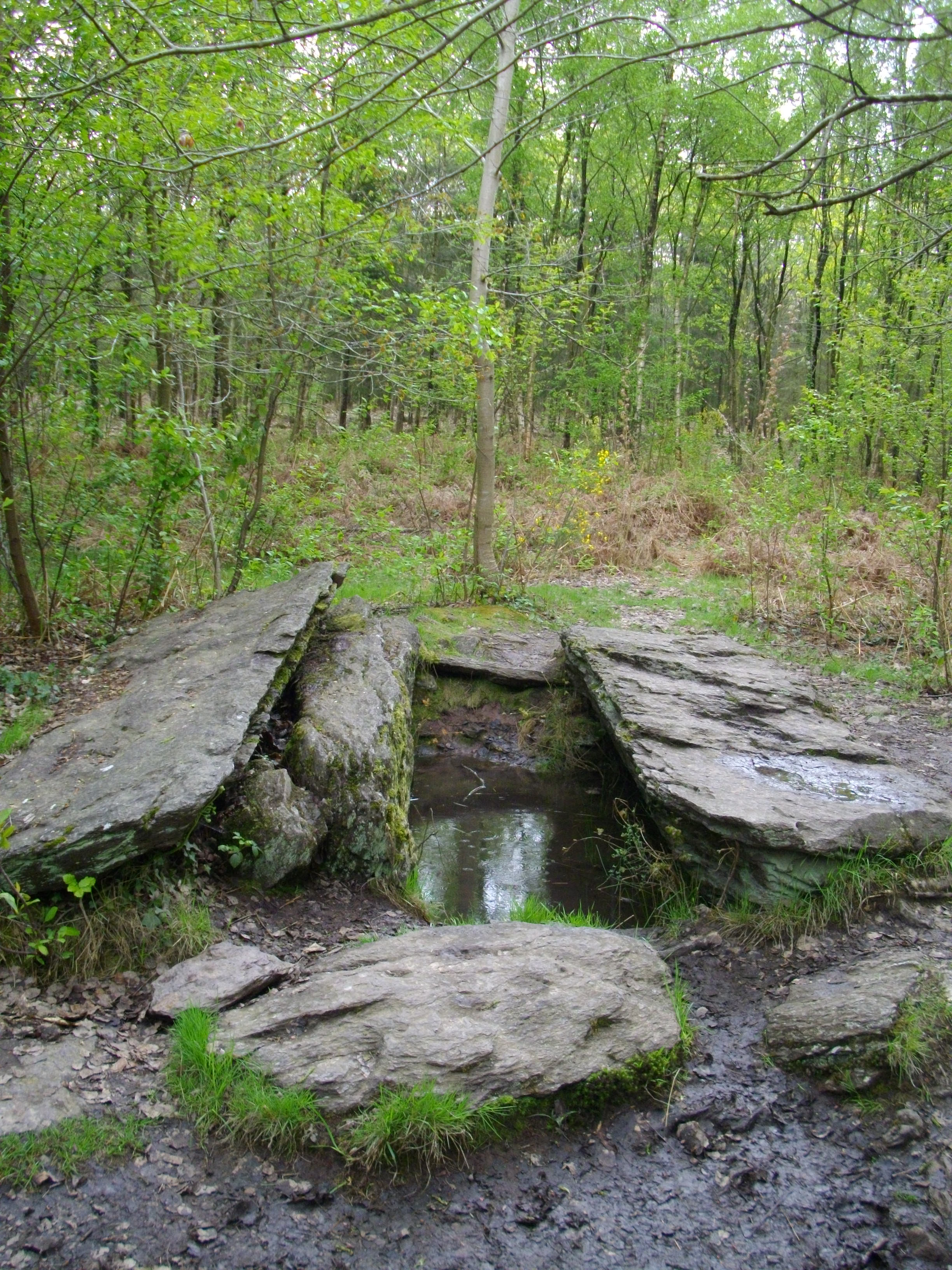
Могила гигантов
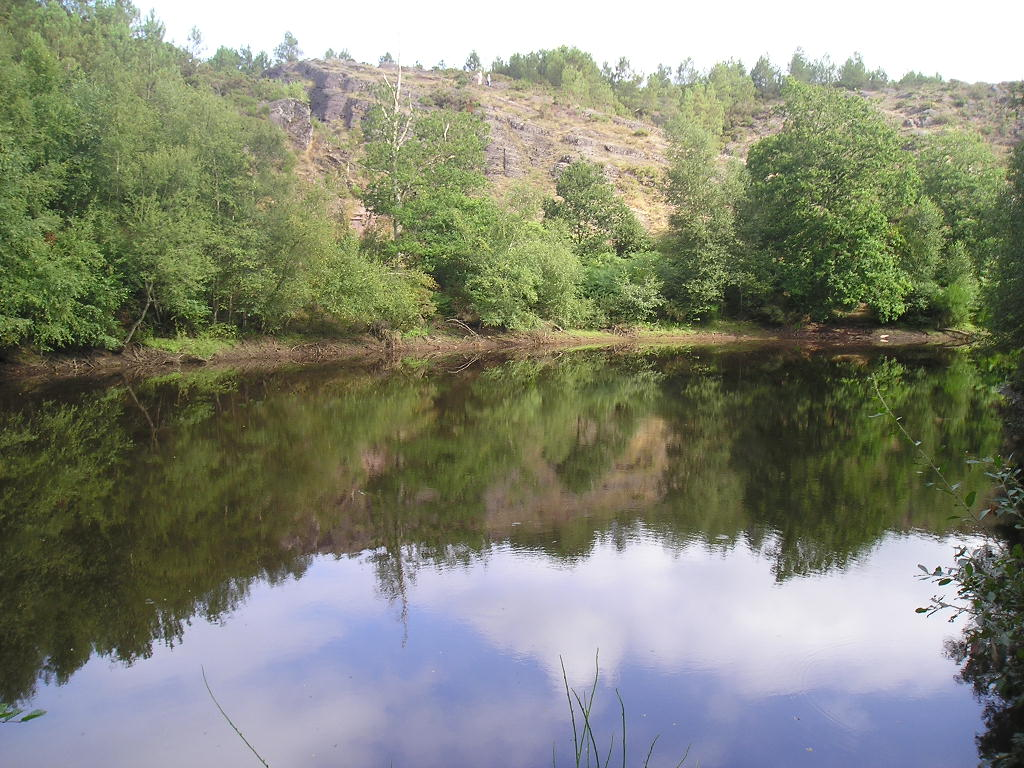
Зеркало фей
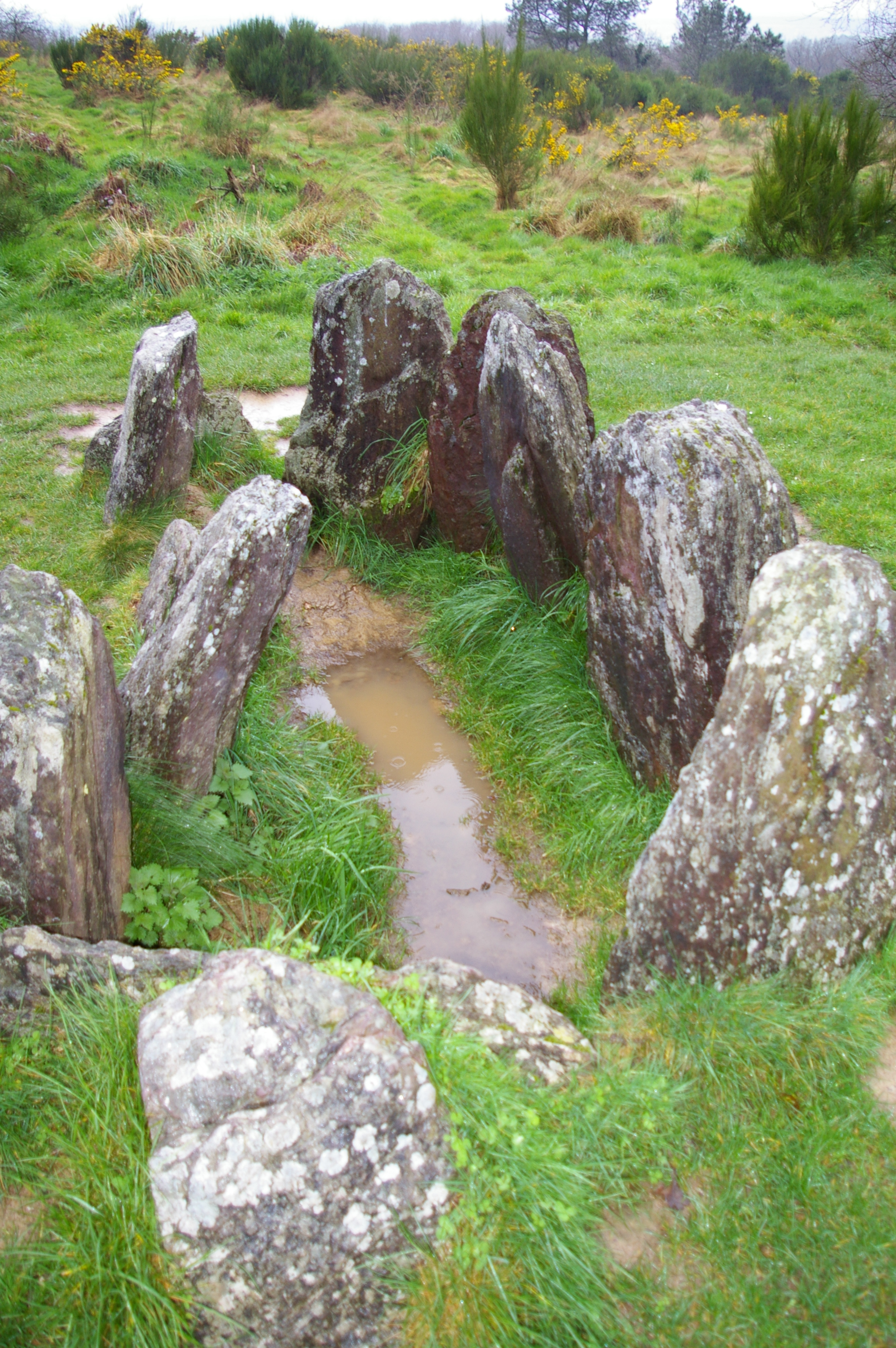
Дом Вивьен